# Maria Oliva
Maria Oliva, vedova Catalano (Piazza Armerina, 16 aprile 1909 – Piazza Armerina, 27 agosto 2021), è stata una supercentenaria italiana vissuta 112 anni e 133 giorni.
Dal 23 giugno 2020 al 27 agosto 2021 è stata Decana d'Italia.

## Biografia
Maria Oliva nacque il 16 o il 12 aprile del 1909 (sarebbe in realtà stata registrata in ritardo), a Piazza Armerina, in Sicilia. 
A 18 anni, nel 1927, si sposò con Filippo Catalano, da cui ebbe 8 figli e a cui rimase legata per 37 anni, sino al 1965, quando egli morì. Trascorse la vedovanza conducendo un'esistenza prettamente contadina e consumando soltanto quanto da lei prodotto, senza mai risposarsi.
Estremamente religiosa, era particolarmente devota alla Madonna Santissima delle Vittorie, patrona di Piazza Armerina, occasionalmente recitando preghiere in comunione con il vescovo Rosario Gisana. A 109 anni, nel settembre del 2018, incontrò papa Francesco durante la sua visita a Piazza Armerina.
Divenuta la donna vivente più anziana nata in Italia e la più anziana di Sicilia, ottenne, alla morte della 112enne Erminia Bianchini, il titolo di "persona di sesso femminile più longeva vivente in Italia".
Il 16 aprile 2021 compì 112 anni, festeggiandoli sobriamente, nel rispetto delle norme anti-Covid.
È morta il 27 agosto 2021, a Piazza Armerina in provincia di Enna, all'età di 112 anni, cedendo il titolo di decana d'Italia a Ida Zoccarato.